# حركة أمهرة الوطنية الديمقراطية
حركة أمهرة الوطنية الديمقراطية (بالإنجليزية: Amhara Democratic Party)‏ هو حزب سياسي إثيوبي، أسس في 1982، يقع مقره في بحر دار.

## أعضاء بارزون
- كود سباركل
- تحديث القائمة

- Tamirat Layne
- أمباتشو مكونن
- Demeke Mekonnen
- داجماويت موجيس
- أسامينو تسيجي
- Addisu Legesse